# Atropha sectator
Atropha sectator là một loài tò vò trong họ Ichneumonidae.